# Campeonato Mundial de Tiro con Arco al Aire Libre de 1953
El XVI Campeonato Mundial de Tiro con Arco al Aire Libre se celebró en Oslo (Noruega) entre el 21 y el 25 de julio de 1953 bajo la organización de la Federación Internacional de Tiro con Arco (FITA) y la Federación Noruega de Tiro con Arco.

## Medallistas

### Masculino
| Evento                  | Oro                                                            | Plata                                                    | Bronce                                                 |
| ----------------------- | -------------------------------------------------------------- | -------------------------------------------------------- | ------------------------------------------------------ |
| Arco recurvo individual | Bror Lundgren · Suecia                                         | Einar Tang-Holbæk Dinamarca                              | Carl-Erik Bissman · Suecia                             |
| Arco recurvo por equipo | Bror Lundgren · Carl-Erik Bissman · Stellan Andersson · Suecia | Einar Tang-Holbæk Sandy Jörgensen Einar Larsen Dinamarca | André Duval · Oscar Kessels · Edgard Lienard · Bélgica |

### Femenino
| Evento                  | Oro                                                                | Plata                                                    | Bronce                                                          |
| ----------------------- | ------------------------------------------------------------------ | -------------------------------------------------------- | --------------------------------------------------------------- |
| Arco recurvo individual | Jean Richards Estados Unidos                                       | Ilta-Meri Santaoja · Finlandia                           | Suzanne Lang Francia                                            |
| Arco recurvo por equipo | Ilta-Meri Santaoja · Caja Burmeister · Kirsti Partanen · Finlandia | Suzanne Lang Irène Cruypenninck Madeleine Bernot Francia | Ulla-Britt Jeppson · Ingrid Karlsson · Ellen Johansson · Suecia |

## Medallero
| Núm. | País           | Oro | Plata | Bronce | Total |
| ---- | -------------- | --- | ----- | ------ | ----- |
| 1    | Suecia         | 2   | 0     | 2      | 4     |
| 2    | Finlandia      | 1   | 1     | 0      | 2     |
| 3    | Estados Unidos | 1   | 0     | 0      | 1     |
| 4    | Dinamarca      | 0   | 2     | 0      | 2     |
| 5    | Francia        | 0   | 1     | 1      | 2     |
| 6    | Bélgica        | 0   | 0     | 1      | 1     |
|      | TOTAL          | 4   | 4     | 4      | 12    |